# Eldorado – A Symphony by the Electric Light Orchestra
Eldorado, pełny tytuł to Eldorado – A Symphony by the Electric Light Orchestra – czwarty album studyjny brytyjskiego zespołu rockowego Electric Light Orchestra. Jest to tzw. album koncepcyjny, opowiadający o wymyślonych podróżach człowieka zmęczonego szarą rzeczywistością.

## Spis utworów
| 1.  | „Eldorado Overture”           | 2:12  |
|     |                               |       |
| 2.  | „Can't Get It Out of My Head” | 4:21  |
|     |                               |       |
| 3.  | „Boy Blue”                    | 5:18  |
|     |                               |       |
| 4.  | „Laredo Tornado”              | 5:29  |
|     |                               |       |
| 5.  | „Poor Boy (The Greenwood)”    | 2:57  |
|     |                               |       |
| 6.  | „Mister Kingdom”              | 5:29  |
|     |                               |       |
| 7.  | „Nobody's Child”              | 3:56  |
|     |                               |       |
| 8.  | „Illusions in G Major”        | 2:37  |
|     |                               |       |
| 9.  | „Eldorado”                    | 5:17  |
|     |                               |       |
| 10. | „Eldorado Finale”             | 1:34  |
|     |                               |       |
|     |                               | 39:10 |
|     |                               |       |

### Dodatkowe utwory na reedycji z 2001 r.
| 1. | „Eldorado Instrumental Medley” | 7:56  |
|    |                                |       |
| 2. | „Dark City”                    | 0:46  |
|    |                                |       |
|    |                                | 08:42 |
|    |                                |       |

## Twórcy
- Jeff Lynne – śpiew, gitara akustyczna, elektryczna i basowa, instrumenty klawiszowe, aranżacje chóru i orkiestry
- Bev Bevan – instrumenty perkusyjne
- Richard Tandy – fortepian, syntezator Mooga, gitara, śpiew, aranżacje chóru i orkiestry
- Mike de Albuquerque – gitara basowa (jest wymieniany wśród twórców, ale nie brał udziału w nagrywaniu albumu)
- Mik Kaminski – skrzypce
- Hugh McDowell – wiolonczela
- Mike Edwards – wiolonczela
- Louis Clark – aranżacje chóru i orkiestry, dyrygent
- Peter Forbes-Robertson – narracja